# Visit to a Small Planet
Visit to a Small Planet este un film SF american din 1960 regizat de Norman Taurog pentru Paramount Pictures. În rolurile principale joacă actorii Jerry Lewis, Joan Blackman și Earl Holliman.

## Rezumat
Jerry Lewis este Kreton, un copil extraterestru care, împotriva voinței profesorului său, este luat de pe planeta sa pentru a vizita Pământul. El aterizează în curtea unui celebru jurnalist de televiziune care nu crede în OZN-uri și în extratereștri. Având dorința de a studia oamenii, dar nefiind în măsură de-ai înțelege pe deplin, Kreton intră în numeroase încurcături, generând o mulțime de situații comice.

## Distribuție
- Jerry Lewis – Kreton
- Joan Blackman – Ellen Spelding
- Earl Holliman – Conrad
- Fred Clark – maiorul Roger Putnam Spelding
- John Williams – Delton
- Jerome Cowan – George Abercrombie
- Gale Gordon – Bob Mayberry
- Lee Patrick – Rheba Spelding
- Milton Frome – comisarul de poliție
- Ellen Corby – dna Mabel Mayberry
- Barbara Lawson – Beatnik Dancer Desdemona

## Producție
Visit to a Small Planet a fost filmat în periaoda 28 aprilie – 3 iulie 1959.

## Premii și nominalizări
Hal Pereira, Walter Tyler, Samuel M. Comer și Arthur Krams au fost nominalizați la Premiul Oscar pentru cele mai bune decoruri (alb-negru) în 1960, dar au pierdut în fața lui Alexander Trauner și Edward G. Boyle care au jucat în filmul Apartamentul.